# Wanzer
Wanzer ist ein Ortsteil der Gemeinde Aland im Landkreis Stendal in Sachsen-Anhalt.

## Geographie
Wanzer, ein Reihendorf mit Kirche, liegt am Aland, wenige Kilometer vor dessen Mündung in die Elbe in der Altmark im äußersten Norden des Landkreises Stendal und des Bundeslandes Sachsen-Anhalt. Es befindet sich zehn Kilometer nordwestlich von Krüden, wo sich der Sitz der Gemeinde Aland befindet und 15 Kilometer nordwestlich der Hansestadt Seehausen (Altmark), dem Sitz der Verbandsgemeinde Seehausen (Altmark).
Die Nachbarorte sind Mittelhorst und Jagel im Norden, Cumlosen, Wentdorf und Müggendorf im Nordosten, Wahrenberg, Ziegelei, Pollitz und Kahlenberge im Südosten, Deutsch und Drösede im Südwesten, Aulosen im Westen, sowie Kapern, Stresow, Gummern, Schnackenburg, Klein Wanzer und Lütkenwisch im Nordwesten.

## Geschichte

### Mittelalter bis Neuzeit
1309 wurde Wanzer erstmals urkundlich als Wancewer erwähnt. Im Jahre 1310 wird Wendischen Wancewer (Klein Wanzer) erwähnt. 1541 wird Wantzdorff genannt. Ursprünglich war Groß Wanzer von Deutschen und Klein Wanzer von Wenden bewohnt. Klein Wanzer ist ursprünglich hufeisenförmig angelegt.

### Eingemeindungen
Bis 1807 gehörte die Dörfer Groß Wanzer und Klein Wanzer zum Seehausenschen Kreis der Mark Brandenburg in der Altmark. Zwischen 1807 und 1813 lag es im Kanton Pollitz auf dem Territorium des napoleonischen Königreichs Westphalen. Ab 1816 gehörten sie zum Kreis Osterburg, dem späteren Landkreis Osterburg.
Am 1. April 1936 wurde die Gemeinde Klein Wanzer in die Gemeinde Groß Wanzer eingegliedert und Groß Wanzer in „Wanzer“ umbenannt.
Die Gemeinde Wanzer wurde am 25. Juli 1952 vom Landkreis Osterburg in den Kreis Seehausen umgegliedert. Am 2. Juli 1965 kam sie zum Kreis Osterburg. Am 1. Juli 1994 kam sie schließlich zum Landkreis Stendal.
Bis zum 31. Dezember 2009 war Wanzer eine selbständige Gemeinde mit dem zugehörigen Ortsteil Klein Wanzer.
Durch einen Gebietsänderungsvertrag haben die Gemeinderäte der Gemeinden Aulosen, Krüden, Pollitz und Wanzer beschlossen, dass ihre Gemeinden aufgelöst und zu einer neuen Gemeinde mit dem Namen Aland vereinigt werden. Dieser Vertrag wurde vom Landkreis als unterer Kommunalaufsichtsbehörde genehmigt und trat am 1. Januar 2010 in Kraft.

### Einwohnerentwicklung

#### Gemeinde Groß Wanzer
| Jahr | Einwohner |
| ---- | --------- |
| 1734 | 176       |
| 1775 | 310       |
| 1789 | 283       |
| 1798 | 308       |
| 1801 | 308       |
| 1818 | 365       |

| Jahr | Einwohner |
| ---- | --------- |
| 1840 | 452       |
| 1864 | 440       |
| 1871 | 399       |
| 1885 | 377       |
| 1892 | [0]376    |
| 1895 | 331       |

| Jahr | Einwohner |
| ---- | --------- |
| 1900 | [0]336    |
| 1905 | 328       |
| 1910 | [0]308    |
| 1925 | 300       |

#### Gemeinde Wanzer
| Jahr | Einwohner |
| ---- | --------- |
| 1939 | 299       |
| 1946 | 411       |
| 1964 | 234       |
| 1971 | 194       |

| Jahr | Einwohner |
| ---- | --------- |
| 1981 | 144       |
| 1993 | 116       |
| 2006 | 124       |

#### Ortsteil Groß Wanzer
| Jahr | Einwohner |
| ---- | --------- |
| 2011 | [00]95    |
| 2012 | [00]87    |
| 2020 | [00]79    |
| 2021 | [00]84    |
| 2022 | [0]81     |
| 2023 | [0]81     |

Quelle, wenn nicht angegeben, bis 2006:

## Religion
Die evangelische Kirchengemeinde Groß Wanzer (Wanzer), gehörte früher zur Pfarrei Groß Wanzer. Die Kirchengemeinde Wanzer gehört heute zum Kirchengemeindeverband Beuster-Aland im Pfarrbereich Beuster des Kirchenkreises Stendal im Bischofssprengel Magdeburg der Evangelischen Kirche in Mitteldeutschland.
Die ältesten überlieferten Kirchenbücher für Groß Wanzer stammen aus dem Jahre 1688.
Die katholischen Christen gehören zur Pfarrei St. Anna in Stendal im Dekanat Stendal im Bistum Magdeburg.

## Politik
Der letzte Bürgermeister der Gemeinde Wanzer war Jonny Buck.

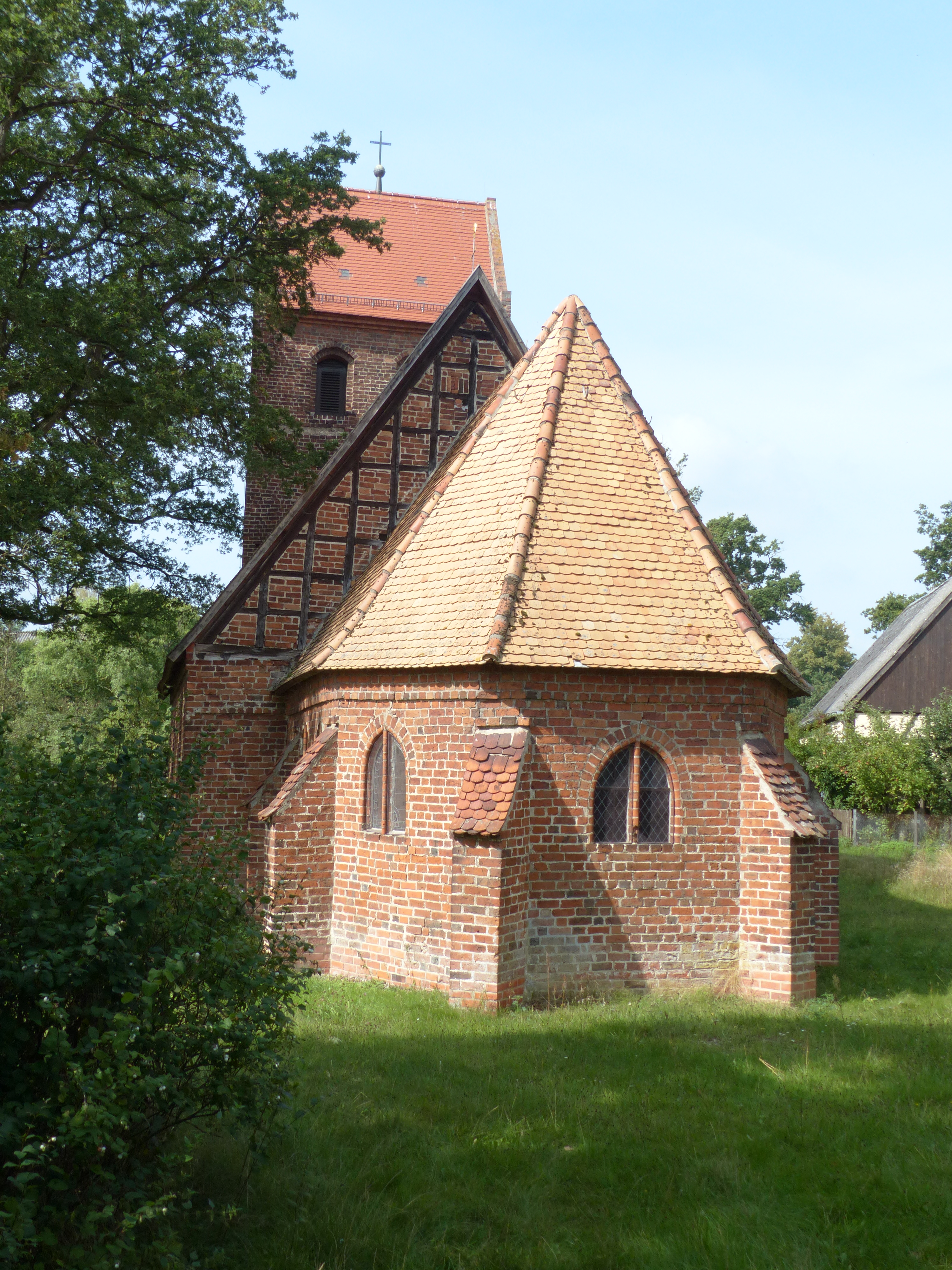
Dorfkirche Wanzer

## Kultur und Sehenswürdigkeiten

### Dorfkirche Wanzer
Die evangelische Dorfkirche Wanzer ist eine dreiteilige spätgotische Backsteinkirche. Sie wurde zwischen 1320 und 1350 erbaut. Der quadratische Westturm mit einem Satteldach zwischen Blendengiebeln wurde wohl gleichzeitig mit dem relativ kurzen Schiff geschaffen, die Fenster wurden später verändert. Das Mauerwerk des Turms ist durch Rautenmuster mit schwarz glasierten Ziegeln verziert. Der stark eingezogene langgestreckte, dreiseitig geschlossene Chor mit spitzbogigen, durch Pfosten geteilten Fenstern wurde gegen Ende des 15. Jahrhunderts hinzugefügt. Der Chor ist mit Strebepfeilern versehen und auf Wölbung angelegt, jedoch heute wie das Schiff mit Balkendecke geschlossen; der Triumphbogen wurde entfernt.
Das Hauptstück der Ausstattung ist ein spätgotischer Schnitzaltar aus der Mitte des 15. Jahrhunderts. Er zeigt unter kielbogigen Maßwerkbaldachinen im Schrein die Marienkrönung zwischen Anna selbdritt und einem heiligen Bischof. In den Flügeln sind links die Apostel Petrus und Paulus, rechts die Heiligen Dorothea und Katharina dargestellt, dazwischen auf Konsolen kleine Apostelfigürchen.
Barocke Emporen sind an der Süd- und Westseite angebracht und zeigen an den Brüstungen Gemälde mit Propheten und Wappen mit der Jahreszahl 1694. Die gleichzeitige Kanzel ruht auf einer gedrehten Säule und zeigt in den Füllungen Brustbilder der Evangelisten, signiert vom Monogrammisten M.M. Das Pfarrgestühl entstammt der Barockzeit. Die Orgel ist ein Werk von 1889.

### Bockwindmühle Wanzer

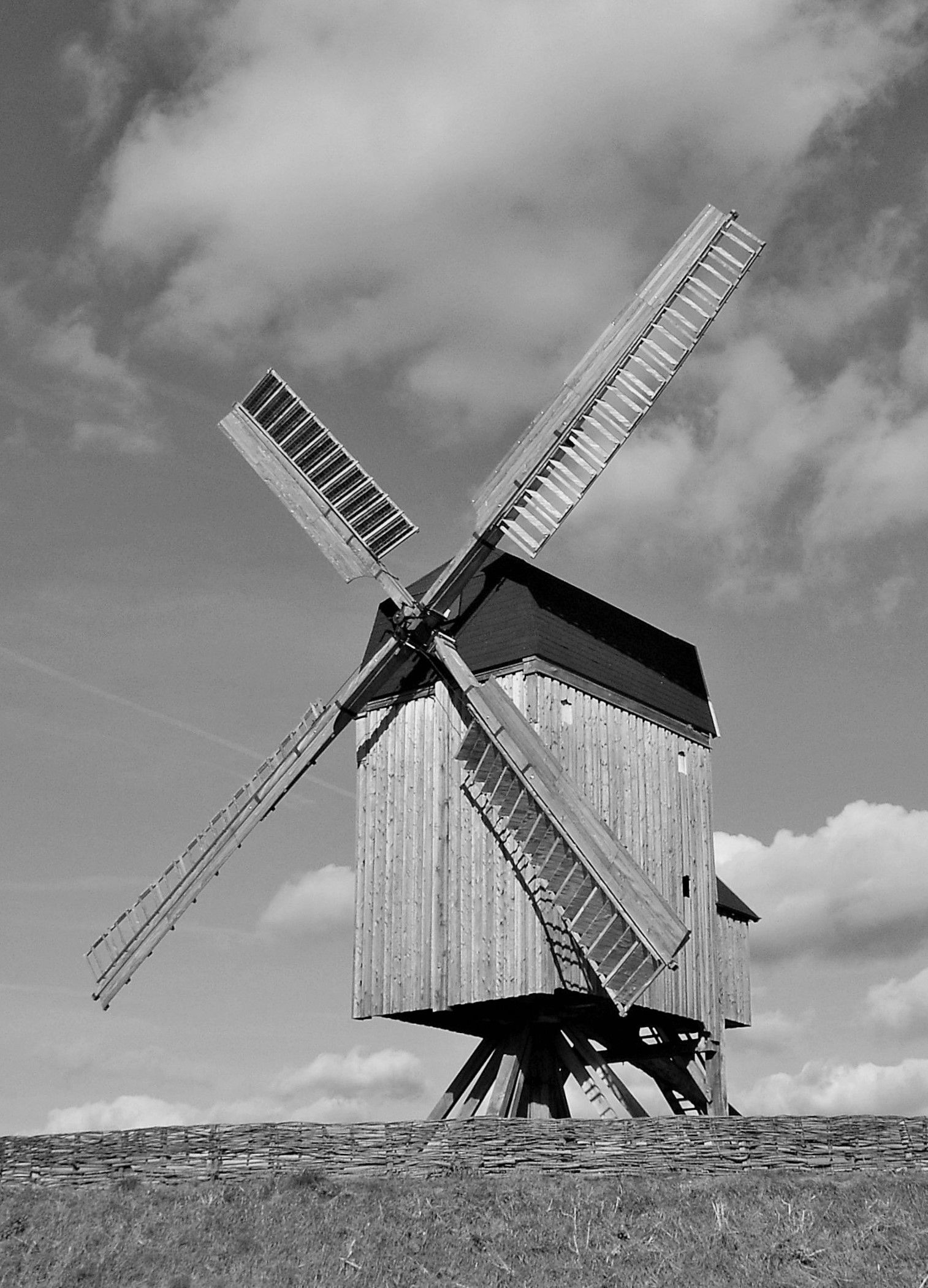
Bockwindmühle Wanzer (früher Pollitz)

Die Mühle in Wanzer wurde vom Windmühlen- und Heimatverein Garbe restauriert. Am Ortsausgang Wanzer in Richtung Pollitz stand eine der letzten Bockwindmühlen der Altmark. Sie wurde 2002 abgetragen und ab 2003 auf den alten Mühlenberg am Nordausgang des Dorfes umgesetzt. Zum 200. Geburtstag der Mühle im Jahre 2005 stand die Mühle mit Rutenwelle und Mühlensteinen. Im Jahre 2007 erhielt die Mühle mitfinanziert durch EU-Mittel ihre Flügel, einen Großteil der fehlenden Innenausrüstung und den Großteil der Außenanlage. Am Mühlentag 2007 wurde die Mühle mit einer großen Feier in Betrieb genommen.

## Verkehrsanbindung
Durch den Ort führt die Verbindungsstraße von Seehausen (Altmark) zur Bundesstraße 493 bei Schnackenburg.